# 帝雉
黑長尾雉（學名：Syrmaticus mikado），常稱帝雉，臺灣帝雉、海雉及烏雉是為另稱，臺灣特有的長尾雉屬鳥類，分布於臺灣的中、高海拔山區，最高曾見於3850公尺附近，是臺灣的雉科鳥類中棲息於最高海拔者。帝雉曾被列為世界近危鳥類，與藍腹鷴同為名列國際自然保護聯盟瀕危物種紅色名錄中。帝雉的形象被用在新臺幣1000元紙鈔的背面，以及中華航空於2016年所引進新型客機空中巴士A350的機身彩繪，曾為2007年臺灣永續生態協會、臺灣國際觀鳥協會與立委推動的非官方「國鳥選拔」中被提名的鳥種之一。近年保護復育有成，目前等級為無危。

## 研究简史

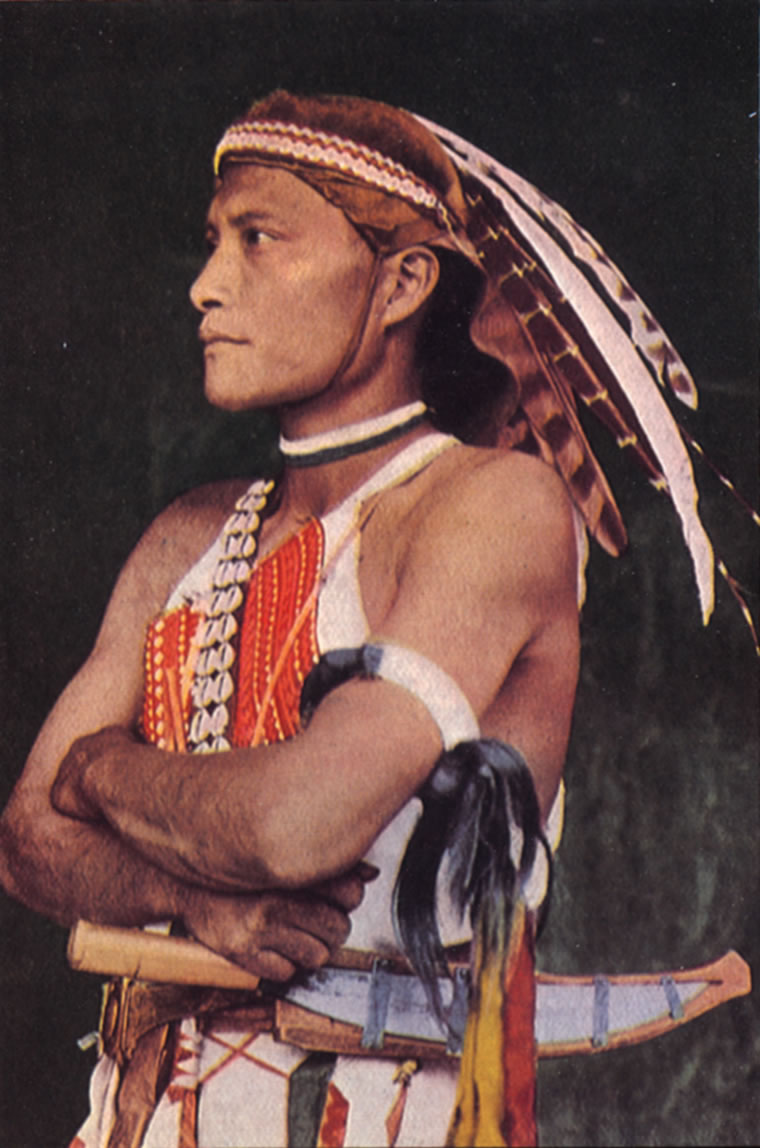
攝於日治時期的阿里山鄒族青年，裝飾其頭部的鳥羽，很有可能就是帝雉的羽毛。

英國鳥類學家華特‧古費洛於1906年在阿里山採集鳥類的時候，無意中發現了裝飾在原住民頭上、他從未曾見過之兩片漂亮的雉類長尾羽。因其恰好回國在即，故只帶回這兩片尾羽回英國。經過一番研究以後，這兩片羽毛的主人被認定為臺灣特有的新鳥種，屬於雉科 Calophasis 屬（後由美國鳥類學家威廉·畢比併入長尾雉屬），並由同為英國鳥類學家的威廉·奧吉維-格蘭特，於是年命名為 Calophasis mikado。「Mikado」源於日語的，漢字寫作「帝」或「御門」，為天皇的尊稱。如今在日本，帝雉的和名亦為。
通常學術界發表生物新種，必須根據完整的模式標本，但對於帝雉，卻破例只根據兩片尾羽而已，因為研究人員很明顯可確定牠是未曾發表過的新種。
1906年11月，任職於臺灣總督府博物館的標本採集人菊池米太郎亦在阿里山塔山附近採集到20隻帝雉，一部份經由當時住於日本橫濱的貿易商Alan Owston送至歐洲，於1907年經Rothschild將帝雉的正確長相，經過一番敘述後發表於學界。至於活的帝雉，則是在1912年首次到達歐洲。
2018年，帝雉的基因體完成解碼，為臺灣特有種鳥類首次，此次研究結果推測帝雉約於 347+69
−124 萬年前首次出現，約相當於上新世贊克爾期中期至皮亞琴期中後期之間。

## 分布

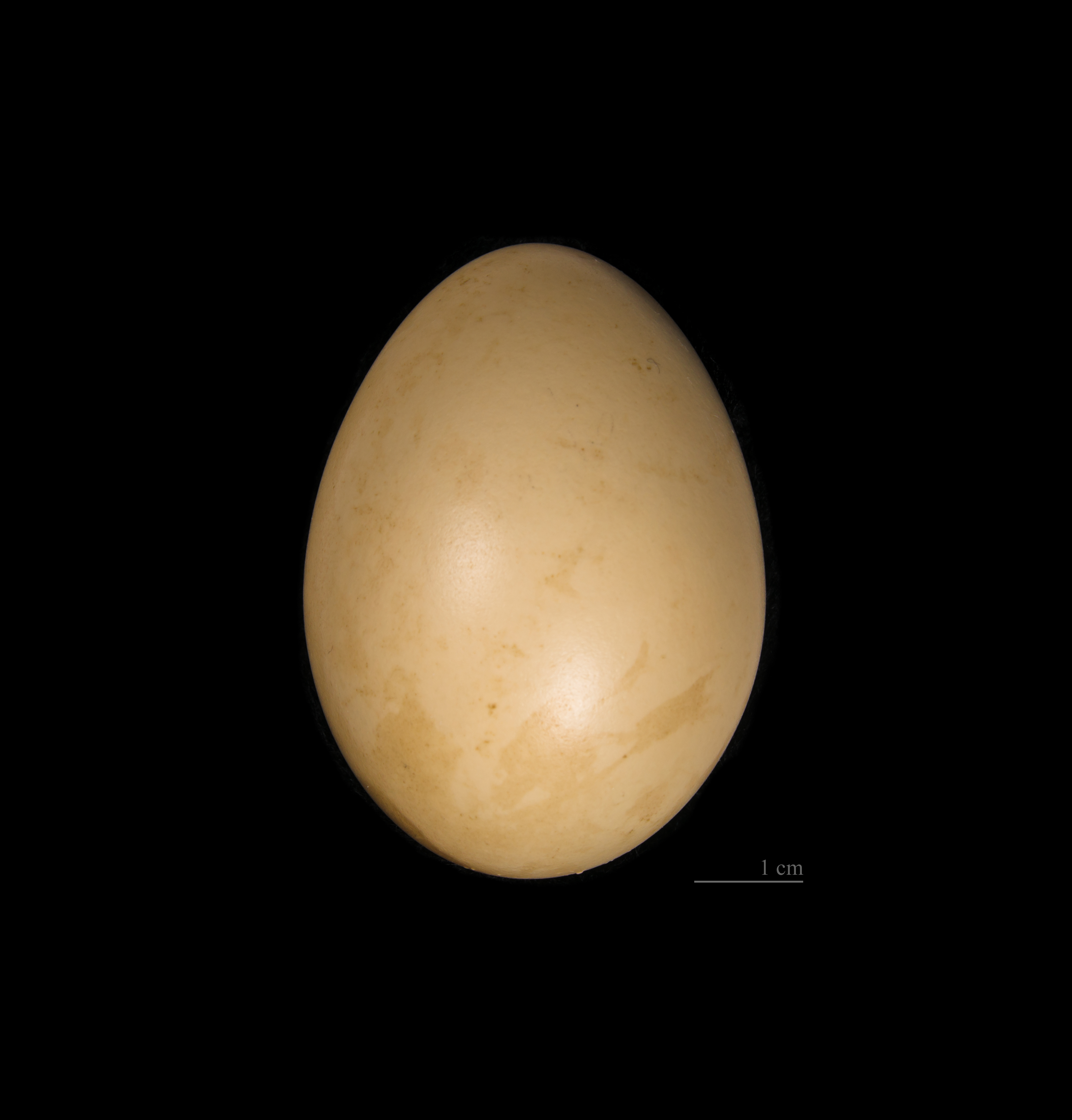
帝雉的蛋（法國土魯斯博物館）

帝雉僅見於臺灣的中央山脈與雪山山脈，棲息於海拔1600公尺至3300公尺的原始針葉林、草原混生地帶。

## 外形特徵
黑長尾雉具有長尾雉屬鳥類的特徵。雄鳥體長約 97公分（含尾羽52-60公分），體重約1100公克，雌鳥體長約55 公分（含尾羽17-21公分），體重約700 公克。:2雌、雄鳥的羽色有顯著差異，雄鳥全身呈紫藍色金屬光輝之純黑羽毛，唯尾羽有顯明白色橫帶紋。喙角黑色，腳暗灰色以至綠褐色。雌鳥大多呈橄欖褐色，尾羽具黑色橫斑。雌雄眼周均裸出紅色的皮膚。

## 習性
帝雉生活在高海拔山區坡度較陡峭的針闊葉混合林、針葉林，亦曾見於箭竹林等濃密樹叢中。:22帝雉的食性和雞相似，常見邊走邊用強健彎曲的喙啄食。春、夏植物更新茂密時，曲頸低頭不停啄食地表植物的新芽、嫩葉，秋冬綠色地表植物欠缺，主要啄食草籽、漿果、地衣等，火炭母草、玉山懸鉤子、五節芒、車前草、早和苗等也都是牠的食物。另外，繁殖期或嚴冬時，也會改吃葷，螞蟻、蚯蚓、甲蟲，就變成牠的美食。主要以蕨類嫩芽、球根、漿果及昆蟲为食。
帝雉在晨昏最為活躍，這時牠們會到比較空曠的地方覓食，在清晨5-6點 及傍晚6-7點之間為最易於發現雉類的時段，會因季節性日出日落的時間差。:28
帝雉個性嫻靜，但領域性強，所以除了在繁殖季時，否則很少有二隻以上同時出現的情形。營巢於樹上窟窿裡或地上，以草莖等做粗糙的巢座。

## 鳴聲類別
鳴叫聲常聽到的有五種：「咕、咕、咕」較低沉的聲音，亦是最常聽到的聲音，在平時走動或啄砂土較為放鬆狀態，常可聽到這種連續性的聲音。另一種是音調較高所發出的「咯、咯、咯」，通常發生在發情期或警覺到有威脅者在附近活動時。「嘰一嘰一」出現頻率比前兩者少許，多為威脅者入侵感到有立即危險的時候。「噈噈」(cù)是帝雉發出音調最高的聲音，通常是受到驚嚇竄飛時可聽見，與前述的「嘰」的聲音很相似。另一種「呼一呼一」，是在發動攻擊伸啄爪踢的聲音，這聲音與前四種不太相同，似乎是由口腔將氣吹出來的，而前四種是由鳴管的發聲肌所產生的聲音。:15-16

## 繁殖

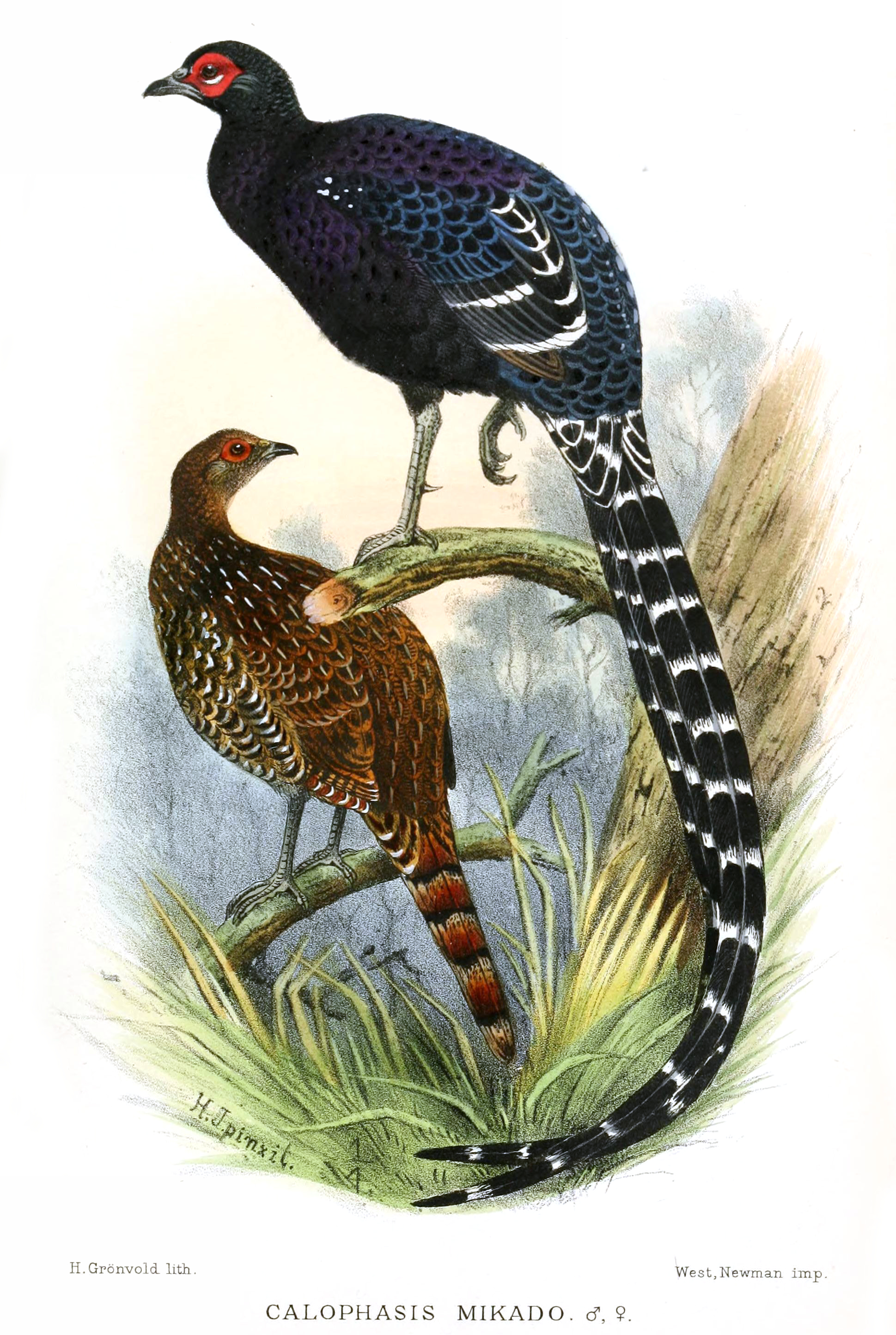
丹麥畫家 Henrik Grönvold 繪製的帝雉雄鳥與雌鳥，最初是作為 Ogilvie-Grant 於1908年刊載的文章《福爾摩沙鳥類附記》（Additional Notes on the Birds of Formosa）的附圖。

3至7月為其繁殖期，此時雄鳥會占區、毆鬥，發出ke、ke、ke的叫聲。求愛時抬頭挺胸，頻頻振翅炫耀，逼近雌鳥後迅速啄頭踩背進行交配。繁殖求偶期在春夏季節，但在10月間也紀錄過雌鳥孵蛋的行為，帝雉每窩平均3至12個蛋，蛋殼呈白黃色，孵化期約為一個月。:30

## 保育
帝雉在過去面臨林業砍伐森林的壓力，數量逐漸減少，但目前得到了較好的保護，玉山國家公園近年來野生的帝雉族群有增加的現象。國際自然保護聯盟（IUCN）的紅皮書從1994年版將其定為近危（Lower Risk/near threatened）物種。